# 佐伯城
佐伯城（さいきじょう）は、大分県佐伯市にあった日本の城。江戸時代には佐伯藩の藩庁が置かれた。「さえき」と読むのは誤り。国の史跡に指定され、大分百景・ 続日本100名城（194番）に選定されている。

## 概要
江戸時代初期の1606年（慶長11年）に築かれた山城で、山頂主郭部の石垣と麓にある三の丸跡の石垣、建物は三の丸櫓門が現存する。また、三の丸御殿の一部が市内船頭町に地区集会所（住吉御殿）として移築され現存する。このほか、お浜御殿が鶴谷学館の館長坂本永年の邸宅として市内東町に移築され、後に国木田独歩兄弟が下宿していたことから「城下町佐伯 国木田独歩館」として利用されている。

## 歴史
関ヶ原の戦いにおいて、徳川方（東軍）に与したことにより、1601年（慶長6年）、毛利高政は海部郡に2万石を与えられ、豊後国日田郡日隈城より前領主佐伯氏の旧居城であった栂牟礼城に入城した。しかし、栂牟礼城は険阻な山城で、平時の統治には不便であったため、翌1602年（慶長7年）から番匠川河口近くの八幡山で新城の築城に取り掛かった。縄張は織田信長の元家臣で安土築城にあたった市田祐定、石垣は天正期姫路城の石垣施工を指揮した石垣師の羽山勘左衛門が担当した。6年の歳月をかけて1606年（慶長11年）にはおおよそ完成したが。1617年（元和3年）、二の丸より失火して、本丸と天守を焼失した。
1637年（寛永14年）3代高尚のとき、麓に三の丸を増築し、三の丸に居館が移されて以降は、城の中心施設として利用された。山上の本丸・二の丸などは、焼失および居館の移設によって放置され荒廃が著しかったため、宝永6年（1709年）に6代高慶によって天守以外の建物が復興、修復されている。
1871年（明治4年）7月に、佐伯県庁が置かれ佐伯城は廃城とされた。三の丸以外の建物はすべて払い下げ、撤去された。土地は旧藩主である毛利家に譲渡されている。1970年（昭和45年）、三の丸御殿の一部を解体、民間の建物として（市内船頭町、住吉神社の隣に）移築され、翌年、跡地に市立佐伯文化会館が建てられている。2017年（平成29年）、続日本100名城に選定された。2019年（令和元年）5月2日、佐伯市の文化財（史跡）に指定された。

## 構造
標高144メートルの八幡山山頂一体に築かれた総石垣の山城である。本丸を中心に、南北に長く連郭式に配し、本丸南に二の丸、西出丸、本丸北に北出丸、捨曲輪を配置している。これに3代高尚の時に麓の三の丸を加えた。3重の天守があった本丸と本丸外曲輪を中心に二重櫓5基、平櫓1基、城門7棟などが建てならべられた。本丸と二の丸は堀切で遮断され、当時は廊下橋が渡されていた。

## 建築

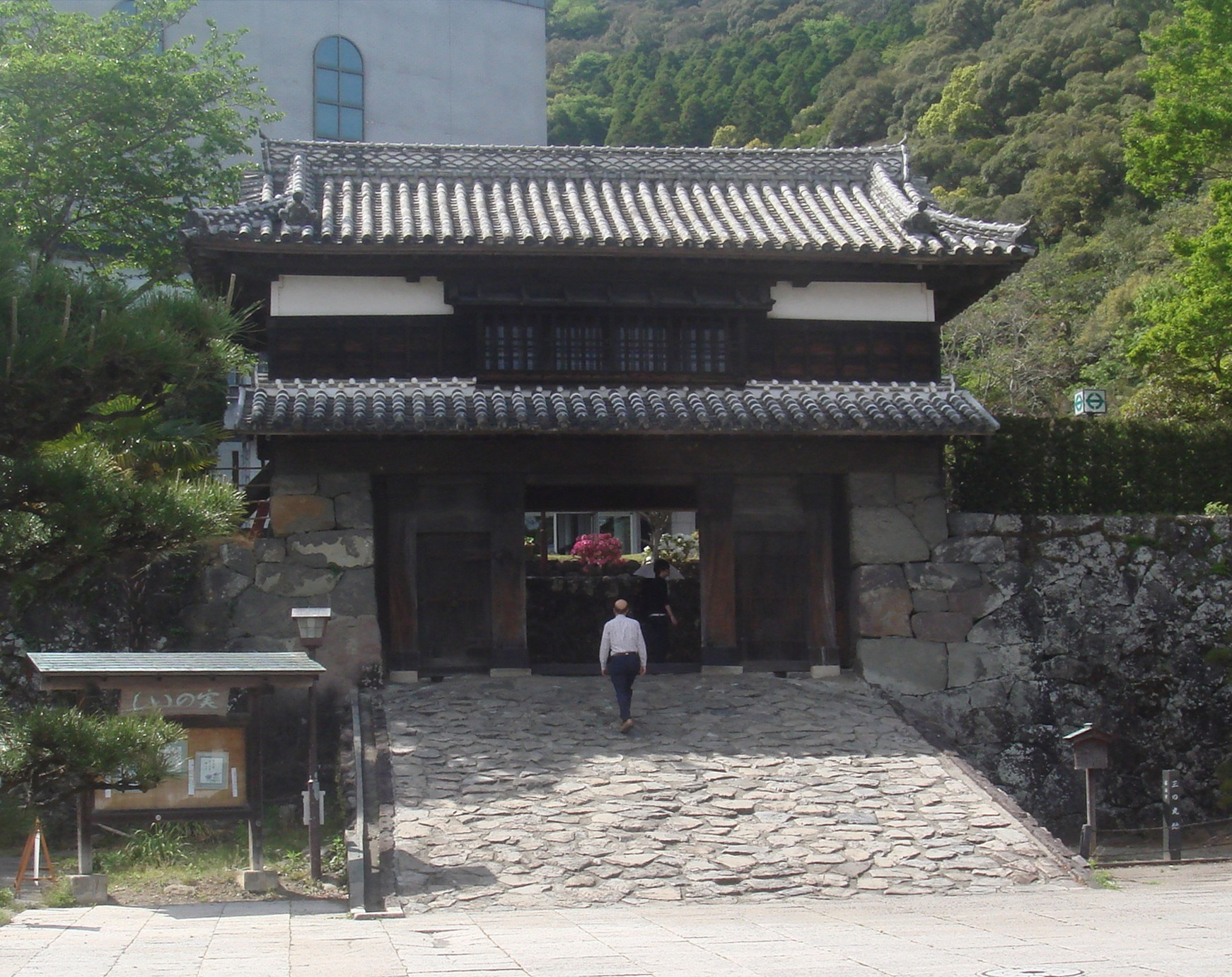
三の丸櫓門（大分県有形文化財）

櫓などの建物の仕様は、下見板張りの壁に突き上げ式の窓、本瓦葺き屋根であったと考えられているが、詳細は不明である。
山上の建物については明治初期にすべて撤去されているが、三の丸櫓門やいくつかの移築現存建築遺構に意匠が残る。
また、大手門跡付近にあった役所の三府役所跡に佐伯市歴史博物館が2015年5月1日に開館し、野外展示物として敷地内に保存された三府御門（江戸後期）と毛利家御居間（明治期）を見ることができる。

## ギャラリー
- 城山登り口とカッパの銅像
- 西出丸跡からの眺望
- 天守台石垣
- 天守台の祠と鳥居
- 独歩碑（本丸東部）
- 国木田独歩文学碑（二の丸跡）
- 佐伯文化会館（三の丸跡）